# Malá Skalice (Zbraslavice)
Malá Skalice (německy Klein Skalitz) je malá vesnice, část obce Zbraslavice v okrese Kutná Hora. Nachází se asi 2,5 kilometru severozápadně od Zbraslavic. Malá Skalice leží v katastrálním území Malá Skalice u Zbraslavic o rozloze 1,94 km².

## Historie
První písemná zmínka o vesnici pochází z roku 1417.

## Fotogalerie

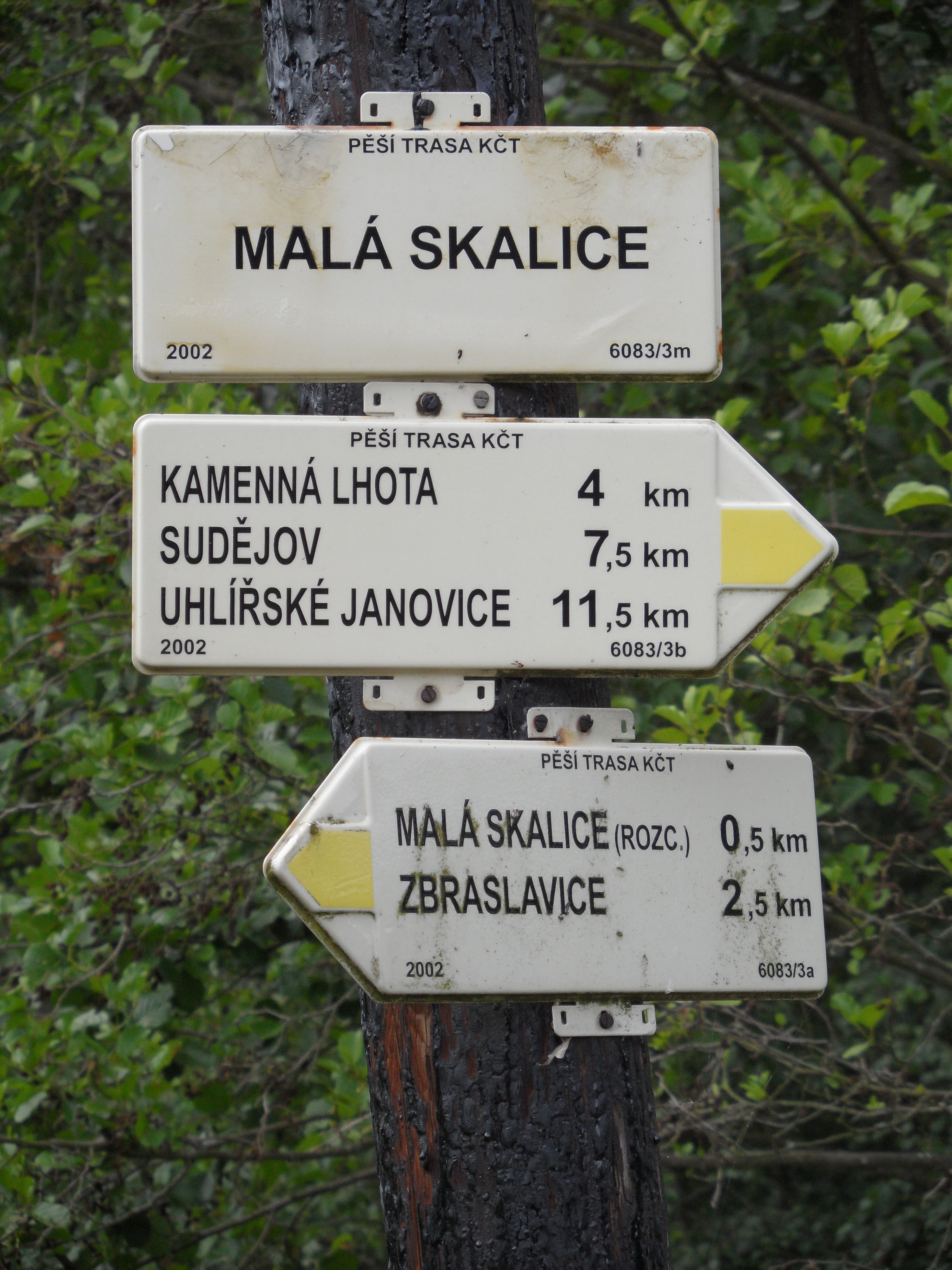
Rozcestník
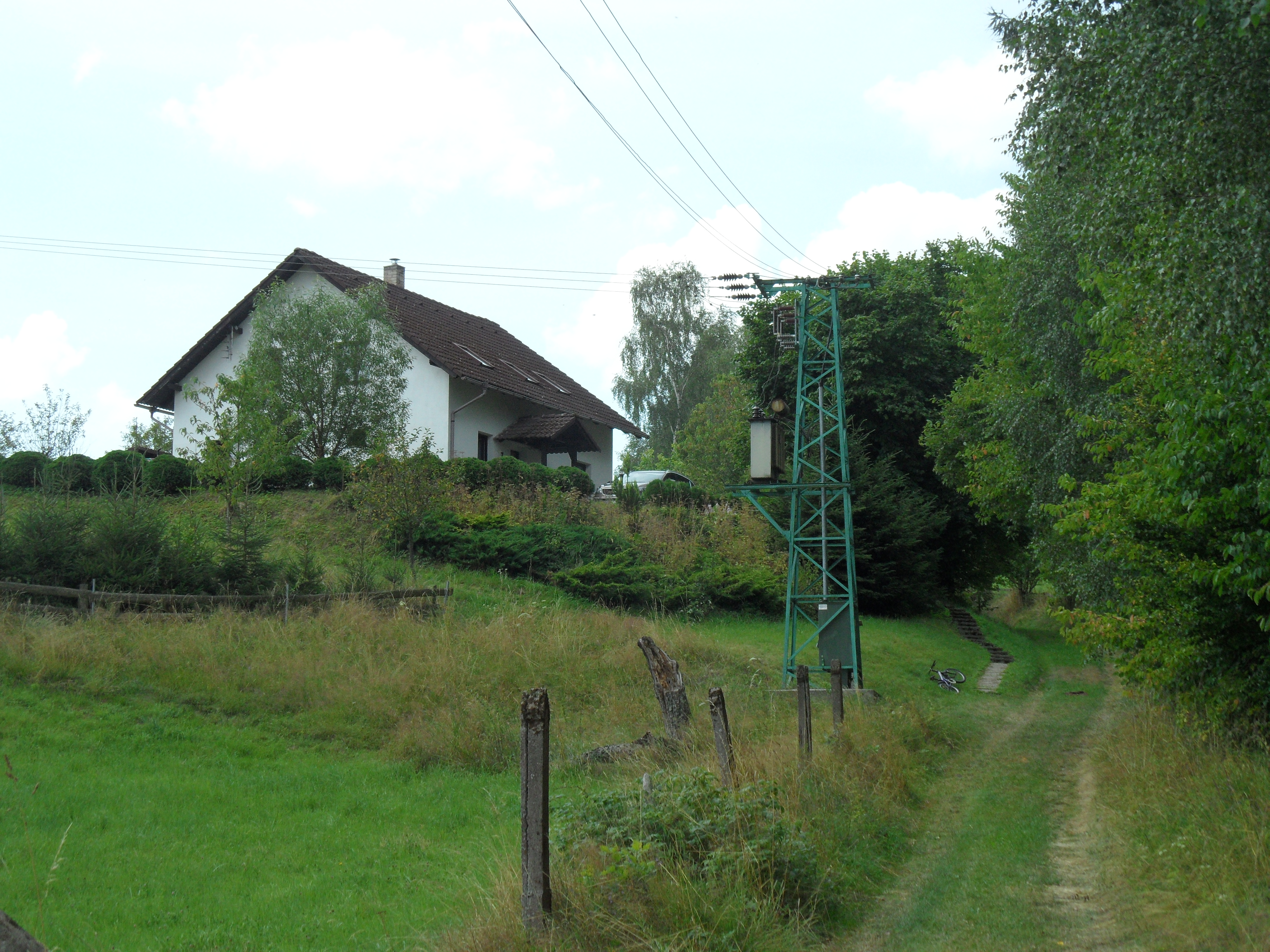
Rodinný dům
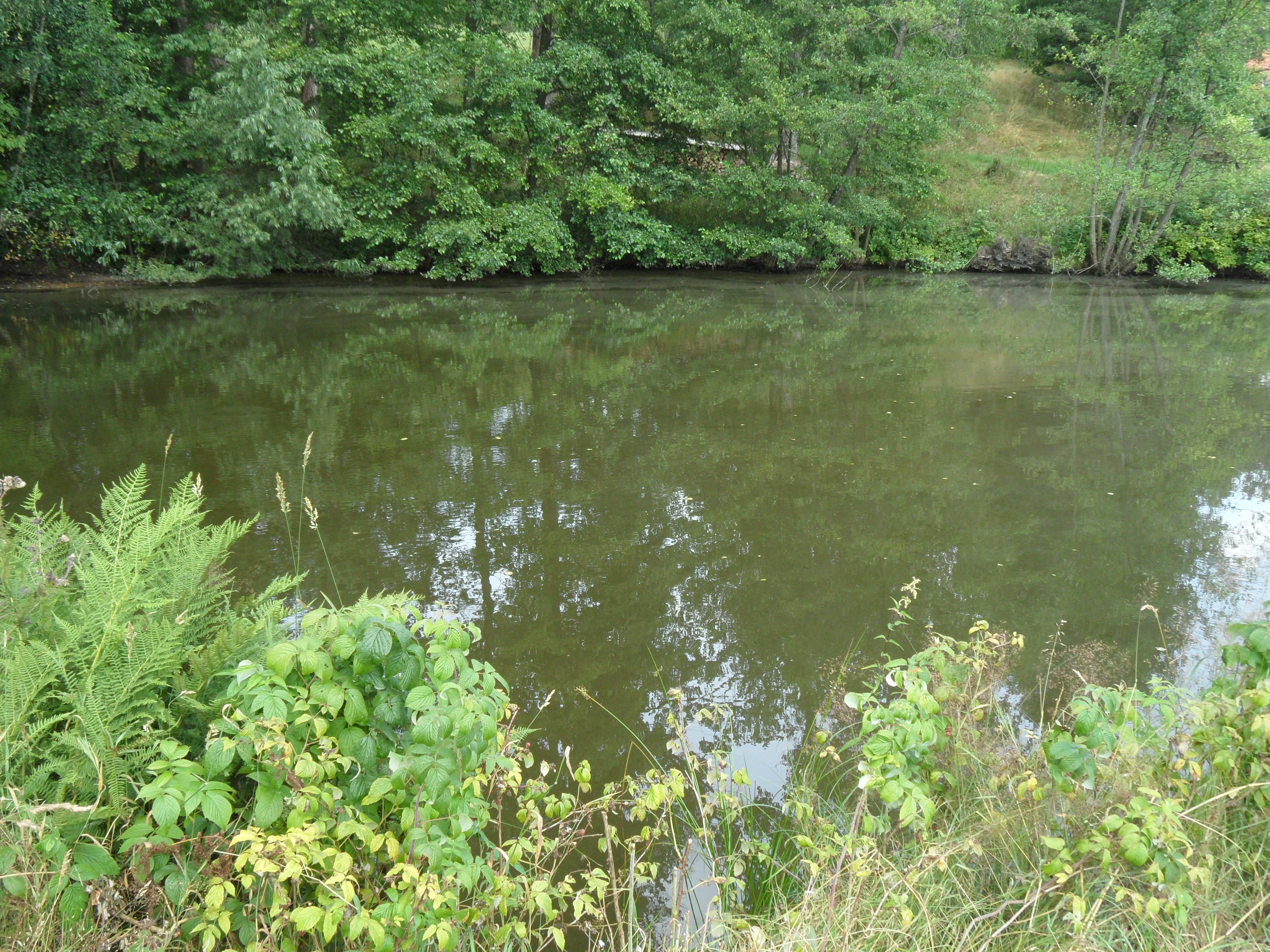
Malý rybníček v obci
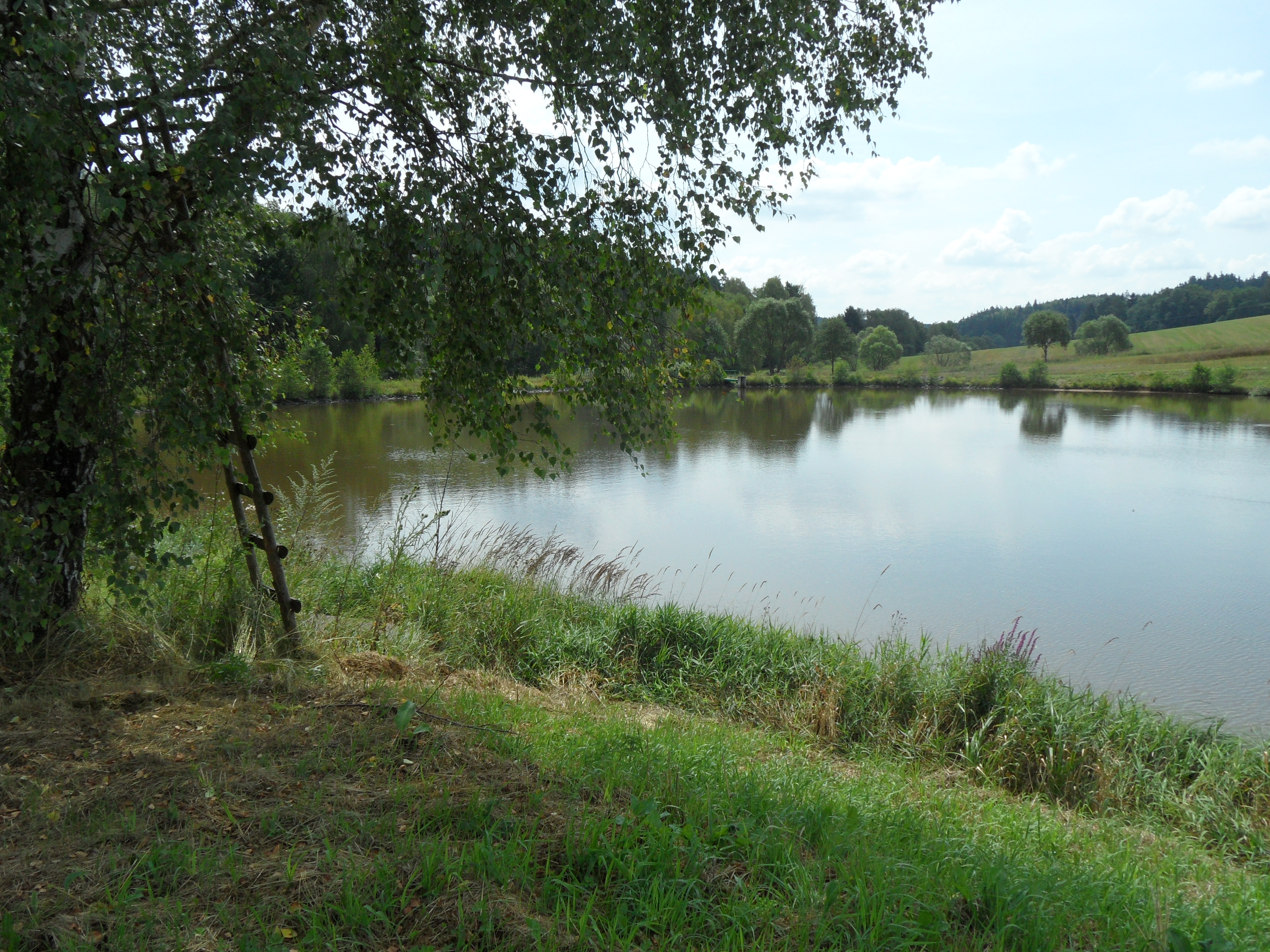
Větší rybník u odbočky